# Reprezentacja Australii na Mistrzostwach Świata w Wioślarstwie 2009
Reprezentacja Australii na Mistrzostwach Świata w Wioślarstwie 2009 liczyła 31 sportowców. Najlepszym wynikami były 2. miejsce w czwórce podwójnej mężczyzn i czwórce bez sternika mężczyzn.

## Medale

### Złote medale
Brak

### Srebrne medale
czwórka bez sternika (M4-): Matthew Ryan, James Marburg, Cameron McKenzie McHarg, Francis Hegerty
czwórka podwójna (M4x): Nick Hudson, Jared Bidwell, David Crawshay, Daniel Noonan

### Brązowe medale
Brak

## Wyniki

### Konkurencje mężczyzn
- czwórka bez sternika (M4-): Matthew Ryan, James Marburg, Cameron McKenzie McHarg, Francis Hegerty – 2. miejsce
- czwórka podwójna (M4x): Nick Hudson, Jared Bidwell, David Crawshay, Daniel Noonan – 2. miejsce
- czwórka bez sternika wagi lekkiej (LM4-): Darryn Purcell, Thomas Bertrand, Ross Brown, Angus Tyers – 14. miejsce
- ósemka (M8+): Thomas Larkins, Joshua Dunkley-Smith, Mitchell Estens, Thomas Swann, Bryn Coudraye, Samuel Loch, Fergus Pragnell, Richard Allsop, Toby Lister – 7. miejsce

### Konkurencje kobiet
- dwójka bez sternika (W2-): Kim Crow, Sarah Cook – 5. miejsce
- dwójka podwójna (W2x): Sally Kehoe, Philippa Savage – 4. miejsce
- dwójka podwójna wagi lekkiej (LW2x): Bronwen Watson, Alice McNamara – 5. miejsce
- czwórka bez sternika (W4-): Sophia Robson, Laura Osti, Elizabeth Alderman, Emily Rose – 4. miejsce